# SIDE LINE
『SIDE LINE』（サイド・ライン）は、おニャン子クラブ通算4枚目のスタジオ・アルバム。1987年2月21日発売。発売元はキャニオン・レコード。

## 解説
前作『PANIC THE WORLD』から7ヶ月振り、1枚仕様のオリジナル・アルバムでは、唯一シングルA面曲を含まない作品。収録曲は同じだが、演奏時間の都合でLPとCDで曲順が異なる。
ジャケット・デザインは表がメンバーの赤ちゃんの頃の写真が使われ、裏返すとメンバー全員のウエディングドレス姿というアートワーク。
本アルバム発売時の最新シングル「NO MORE 恋愛ごっこ」（1987.1.21）は未収録だが、B面曲「あなただけおやすみなさい」はアルバム・ヴァージョンで収録。
「会員番号の唄」は、初代・2代目は吉沢秋絵のシングルのカップリング曲だったが、3代目にして、初めておニャン子クラブの作品に収録された。
オリコンのアルバム・チャートでは、『夢カタログ』（1986.3.10）以来の第1位を獲得。

## 収録曲
全作詞:秋元康（特記以外）

### LP

#### Side-A
1. STAND UP
  - 作曲・編曲:後藤次利
2. 雨のメリーゴーランド
  - 作曲・編曲:見岳章
  - フロントボーカル：永田ルリ子・岩井由紀子・白石麻子・生稲晃子
3. ハートに募金を
  - 作曲・編曲:白井良明
  - ボーカル：富川春美・永田ルリ子・白石麻子・横田睦美・布川智子・生稲晃子
4. 星のバレリーナ
  - 作曲:高橋研　編曲:佐藤準
  - ボーカル：岩井由紀子・渡辺美奈代・渡辺満里奈
5. 新・新会員番号の唄
  - 作詞:遠藤察男　作曲・編曲:見岳章

#### Side-B
1. 春一番が吹く頃に
  - 作曲:後藤次利　編曲:佐藤準
  - ボーカル:国生さゆり・内海和子・高井麻巳子
2. ポップコーン畑でつかまえて
  - 作曲・編曲:山川恵津子
  - ボーカル:渡辺満里奈・貝瀬典子・斉藤満喜子
  - タイトルはJ・D・サリンジャーの小説『ライ麦畑でつかまえて』のパロディ。
3. あんまりじゃない? -恋なし子-
  - 作曲・編曲:後藤次利
  - ボーカル:樹原亜紀・立見里歌・城之内早苗
4. 誰のせいかな
  - 作曲:松尾清憲　編曲:白井良明
  - ボーカル:岩井由紀子・工藤静香・生稲晃子
5. あなただけ おやすみなさい
  - 作曲:高橋研　編曲:佐藤準
  - アルバム・ヴァージョン（未表記）
6. ワンサイド・ゲーム
  - 作曲・編曲:佐藤準
  - フロントボーカル:白石麻子・生稲晃子・貝瀬典子・斉藤満喜子

### CD
1. STAND UP
2. 雨のメリーゴーランド
3. ハートに募金を
4. 星のバレリーナ
5. 春一番が吹く頃に
6. ポップコーン畑でつかまえて
7. あんまりじゃない? -恋なし子-
8. 誰のせいかな
9. あなただけ おやすみなさい
10. ワンサイド・ゲーム
11. 新・新会員番号の唄

## 関連作品
- おニャン子クラブ ベスト
- MYこれ!クション おニャン子クラブBEST
- 「おニャン子クラブ」SINGLESコンプリート
- おニャン子クラブ大全集 for HiQualityCD 上・下巻 限定CD-BOX